# Emerson Fittipaldi
Emerson Wojciechowska Fittipaldi (São Paulo, 1946. december 12. –) brazil autóversenyző, az open-wheel versenysorozat egyik legsikeresebb pilótája, a Formula–1-ben kétszeres, a Champ Car-ban egyszeres bajnok, és kétszeres Indy 500 győztes.

## Pályafutása

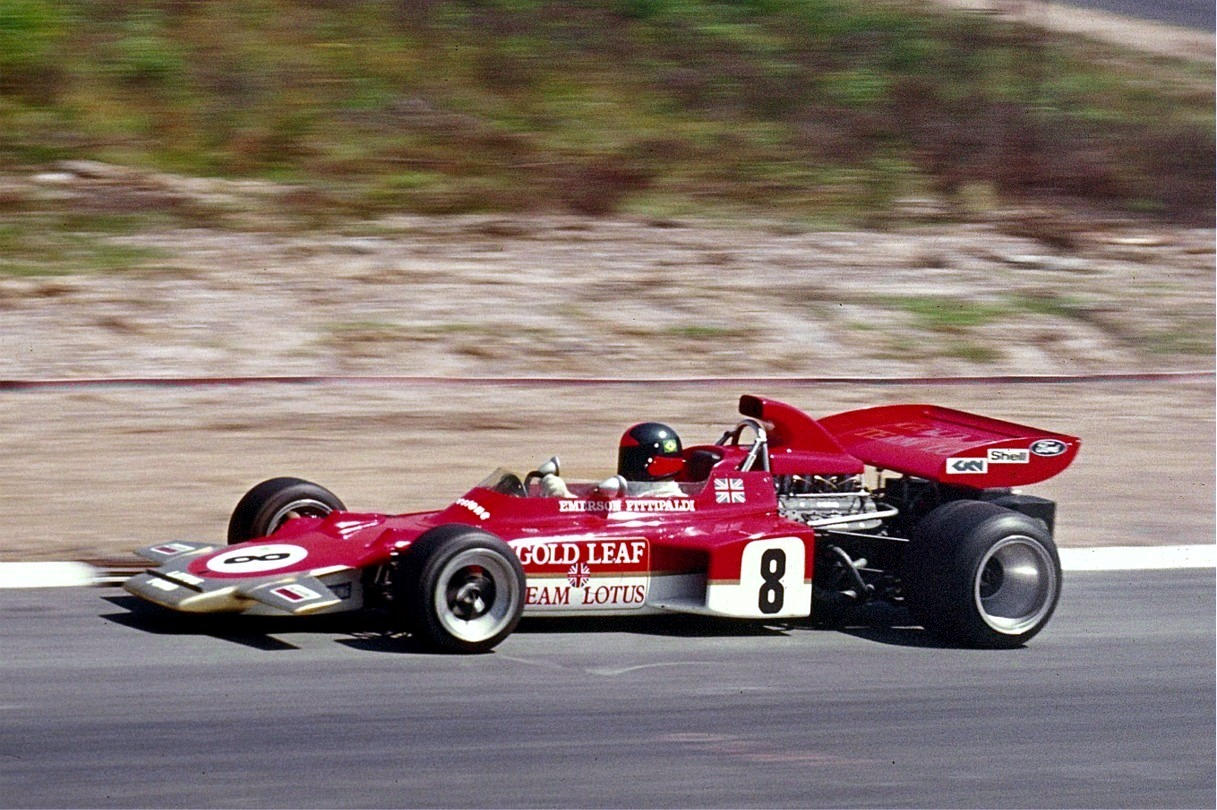
Fittipaldi 1971-ben a Lotusszal

Az aktív versenyzést kezdetben 50 cm³-es, majd 125 cm³-es motorokkal kezdte. 1967-ben a Brazil Formula-V-ben szerzett bajnoki címet egy Porsche motoros Volkswagennel.
1970-ben debütált a Formula–1-ben a Lotus csapatnál harmadik versenyzőként Jochen Rindt és John Miles mellett. 1970-ben hozzásegítette Rindtet posztumusz világbajnoki címéhez Jacky Ickx ellen. Az ez évi amerikai nagydíjat pedig meg is nyerte Watkins Glenben. 1973-ig maradt Colin Chapman csapatánál, és 1972-ben világbajnok lett. 1973-ra Ronnie Peterson lett a csapattársa. Ez évben Fittipaldi második, Peterson harmadik lett Jackie Stewart mögött.
Emerson Fittipaldi valószínűleg úgy érezhette, hogy Chapman Petersont jobban támogatja mint őt, ezért 1974-re átigazolt a McLarenhez. Stewart visszavonulása után a Tyrrell visszaesett. Emerson megnyerte a Ferrari és Clay Regazzoni elől a világbajnoki címet. 1975-ben két győzelmet aratott és második lett az egyéni bajnokságban a ferraris Niki Lauda mögött.

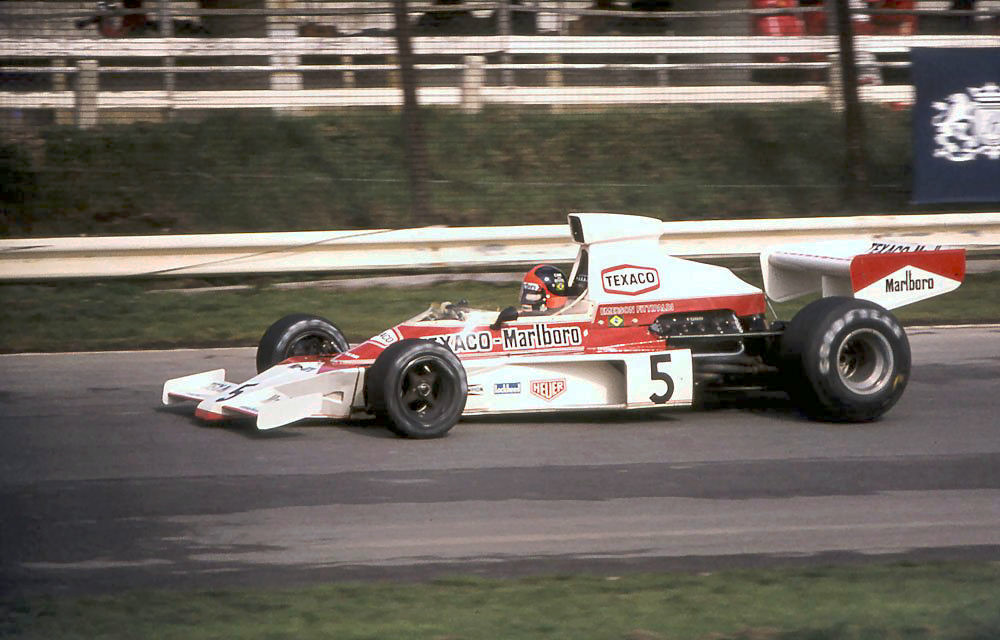
Fittipaldi 1974-ben a McLarennel

A szezon után átigazolt a testvére, Wilson által alapított "Copersucarhoz". Emerson 1980-ig maradt a csapatban és a Formula–1-ben, győzelem nélkül. Csapattársa ekkor Keke Rosberg volt. A csapat 1982-ig maradt fenn különösebb eredmények nélkül.
1984 és 1996 között Fittipaldi az IndyCar versenysorozatban vett részt. 1989-ben megnyerte a világbajnokságot és az az évi indianapolisi 500-at. 1993-ban ismét sikerült nyernie az 500 mérföldes versenyt. 1996-os, a Michigani pályán történt súlyos balesete után visszavonult a versenyzéstől. Később csapatfőnök  volt az A1 GP-ben. 2005-ben a Grand Prix Mastersben második lett Nigel Mansell mögött.
2001-ben bekerült az Amerikai Motorsportok Hírességeinek Csarnokába.

## Teljes Formula–1-es eredménysorozata
(Táblázat értelmezése)

(Félkövér: pole-pozícióból indult; dőlt: leggyorsabb kört futott) 

| Év   | Csapat     | 1      | 2      | 3      | 4      | 5      | 6      | 7      | 8      | 9      | 10     | 11     | 12     | 13     | 14     | 15     | 16     | 17     | Helyezés | Pont |
| ---- | ---------- | ------ | ------ | ------ | ------ | ------ | ------ | ------ | ------ | ------ | ------ | ------ | ------ | ------ | ------ | ------ | ------ | ------ | -------- | ---- |
| 1970 | Lotus      | RSA    | ESP    | MON    | BEL    | NED    | FRA    | GBR 8  | GER 4  | AUT 15 | ITA Ni | CAN    | USA 1  | MEX Ki |        |        |        |        | 10.      | 12   |
| 1971 | Lotus      | RSA Ki | ESP Ki | MON 5  | NED    | FRA 3  | GBR 3  | GER Ki | AUT 2  | ITA 8  | CAN 7  | USA Hn |        |        |        |        |        |        | 6.       | 16   |
| 1972 | Lotus      | ARG Ki | RSA 2  | ESP 1  | MON 3  | BEL 1  | FRA 2  | GBR 1  | GER Ki | AUT 1  | ITA 1  | CAN 11 | USA Ki |        |        |        |        |        | 1.       | 61   |
| 1973 | Lotus      | ARG 1  | BRA 1  | RSA 3  | ESP 1  | BEL 3  | MON 2  | SWE 12 | FRA Ki | GBR Ki | NED Ki | GER 6  | AUT Ki | ITA 2  | CAN 2  | USA 6  |        |        | 2.       | 55   |
| 1974 | McLaren    | ARG 10 | BRA 1  | RSA 7  | ESP 3  | BEL 1  | MON 5  | SWE 4  | NED 3  | FRA Ki | GBR 2  | GER Ki | AUT Ki | ITA 2  | CAN 1  | USA 4  |        |        | 1.       | 55   |
| 1975 | McLaren    | ARG 1  | BRA 2  | RSA Hn | ESP Ni | MON 2  | BEL 7  | SWE 8  | NED Ki | FRA 4  | GBR 1  | GER Ki | AUT 9  | ITA 2  | USA 2  |        |        |        | 2.       | 45   |
| 1976 | Fittipaldi | BRA 13 | RSA 17 | USW 6  | ESP Ki | BEL NK | MON 6  | SWE Ki | FRA Ki | GBR 6  | GER 13 | AUT Ki | NED Ki | ITA 15 | CAN Ki | USA 9  | JPN Ki |        | 17.      | 3    |
| 1977 | Fittipaldi | ARG 4  | BRA 4  | RSA 10 | USW 5  | ESP 14 | MON Ki | BEL Ki | SWE 18 | FRA 11 | GBR Ki | GER NK | AUT 11 | NED 4  | ITA NK | USA 13 | CAN Ki | JPN Vi | 12.      | 11   |
| 1978 | Fittipaldi | ARG 9  | BRA 2  | RSA Ki | USW 8  | MON 9  | BEL Ki | ESP Ki | SWE 6  | FRA Ki | GBR Ki | GER 4  | AUT 4  | NED 5  | ITA 8  | USA 5  | CAN Ki |        | 10.      | 17   |
| 1979 | Fittipaldi | ARG 6  | BRA 11 | RSA 13 | USW Ki | ESP 11 | BEL 9  | MON Ki | FRA Ki | GBR Ki | GER Ki | AUT Ki | NED Ki | ITA 8  | CAN 8  | USA 7  |        |        | 21.      | 1    |
| 1980 | Fittipaldi | ARG Hn | BRA 15 | RSA 8  | USW 3  | BEL Ki | MON 6  | FRA Ki | GBR 12 | GER Ki | AUT 11 | NED Ki | ITA Ki | CAN Ki | USA Ki |        |        |        | 15.      | 5    |

## Fittipaldi a popkultúrában
A magyar szlengben valamilyen okból az összes nagy autóversenyző közül leginkább pont az ő neve terjedt el a bevállalós, vezetni jól tudó (de főleg inkább csak a magukról azt gondoló) sofőrökre. (Pl: "Azt hiszi, hogy ő mekkora Fittipaldi", "fittipaldizik", "Úgy vezet, mint Fittipaldi fénykorában", stb) Valószínűleg az 1970-es évek első felében, Fittipaldi legnagyobb sikerei idején keletkezhettek ezek a szólások, amikor éppen elkezdtek nagydíjakat rendezni az Österreichringen, így a közelség miatt Magyarországon is többen megismerhették a Formula–1-et.

## Magánélete
Nagyapja, Ivan Wojciechowski lengyel katona volt. Két unokája, Enzo és Pietro is versenyez.